# 五味國枝
五味 國枝（ごみ くにえ、1905年4月10日 - 没年不詳）は、日本の元女優である
。新漢字表記五味 国枝。本名同じ。五味 くにえ、五味 久仁子（ごみ くにこ）、五味 くに子等と表記されることがあった。サイレント映画時代の剣戟映画で活躍し「天才」と呼ばれ、さまざまな撮影所に請われて転々としたが、生活のためでもあった。

## 人物・来歴
1905年（明治38年）4月10日、大阪府大阪市南区難波新地五番町（現在の同府同市中央区難波）に生まれる。実父は新派俳優の五味國太郎（本名同じ、1875年 - 1922年）、実兄は五味國男（本名小崎久雄、1898年 - 没年不詳）である。
現在の大阪市中央区難波3丁目25番2号にかつて存在した大阪市立精華小学校（当時旧制小学校、1995年閉校・統合されて大阪市立南小学校）を卒業する。満17歳の誕生日を迎えた18日後、1922年（大正11年）4月28日、実父を亡くす。翌1923年（大正12年）、帝国キネマ演芸が製作し、同年3月1日に公開された、小田照葉（高岡智照）と兄の五味國男の主演作『愛の扉』（監督中川紫郎）に「五味 久仁子」の名で出演している。その後、1924年（大正13年）、松竹下加茂撮影所に入社、同年5月1日に公開された『心中重井筒』（監督賀古残夢）に出演、「五味 國枝」の名で正式にデビューした。1925年（大正14年）、時代劇も製作するようになった、東京の松竹蒲田撮影所に異動になり、同年10月8日に公開された『虎徹の斬れ味』（監督清水宏）等に出演した。同年に発表された『裸にした映画女優』という書物のなかに兄・國男の項目があり、そこで國枝に触れ、「妹に天才五味くに子がある」と記述されている。
1926年（大正15年）には、当時松竹キネマと配給提携していた、京都・太秦の阪東妻三郎プロダクションに招かれ、同年6月10日（6月3日）に公開された『幕末』（監督宇沢芳幽貴）に出演、主演の阪東妻三郎の相手役に抜擢された。同11月17日に公開された、東亜キネマ甲陽撮影所製作による『生さぬ仲』（監督西本武二）に主演した記録が残っているが、基本的には阪東妻三郎プロダクション太秦撮影所の作品に出演しており、同撮影所内に設立された阪妻・立花・ユニヴァーサル聯合映画が製作する阪東妻三郎が出演しない映画、1927年（昭和2年）2月4日公開の『笑殺』（監督川浪良太）や、同年4月1日・4月8日に公開された現代劇『嵐に立つ女』前・後篇（監督小沢得二）に主演した。『嵐に立つ女』は非常に評価が高かったが、同年、同作を最後に同社を退社し、芸者に転向している。
しかしながら同年、奈良のあやめ池撮影所で映画製作をしていた市川右太衛門プロダクションに請われて映画界に復帰、同年9月29日・10月7日に公開された『狂血』前・後篇（監督大伴麟三）に出演した。翌1928年（昭和3年）には、嵐寛寿郎プロダクションに招かれて、同年7月12日に公開された『鞍馬天狗』（監督山口哲平）および同年11月30日に公開された『鞍馬天狗 恐怖時代』（監督山口哲平）で「暗闇のお兼」役を演じ、同年11月10日（11月14日）に公開された『安政巷談 黄総の十手』（監督山口哲平）では、嵐寛寿郎の相手役として「緋牡丹のお竜」役を演じた。同年末には市川右太衛門プロダクションに戻り、1929年（昭和4年）3月2日に公開された『野良犬』（監督悪麗之助）等に出演した。同年後半には同社を退社、河部五郎率いる一座に参加、同年10月には、京都・日出会館で行われた同一座の公演に出演、金子洋文が演出した『沓掛小唄』（上田新三郎）と『月形半平太』（行友李風）に出演した記録が残っている。
1930年（昭和5年）には、東京・巣鴨の河合映画製作社に入社、多くの作品で葉山純之輔の相手役をはじめ、主演した。同年12月12日に公開された『仇討呪文』（監督石山稔）や、1932年（昭和7年）3月18日に公開された『憶ひ起せ乃木将軍』等、兄・五味國男の主演作では、「兄妹共演」を果たしている。同年6月、同社を退社した。記録に残る同社での最後の作品は、同年7月1日に公開された『新釈加賀騒動』（監督石山稔）であった。
河合退社以降は、京都の御室撮影所に高村正次が設立した宝塚キネマ興行が製作・配給し、1933年（昭和8年）1月15日に公開した『紅騎一番隊』（監督後藤岱山）に出演したが、同作を最後に芸能界から引退。その7年後、1940年（昭和15年）に沼田善太郎と結婚して家庭の人となり、1女をもうけたが、沼田とは第二次世界大戦終結後の1980年（昭和55年）1月30日に死別した。同年12月31日に発行された『日本映画俳優全集・女優編』（キネマ旬報社）の五味の項には、存命人物として東京都江東区平野一丁目の連絡先が示されているが、すでに引退しており、以後の消息は伝えられていない。没年不詳。

## フィルモグラフィ

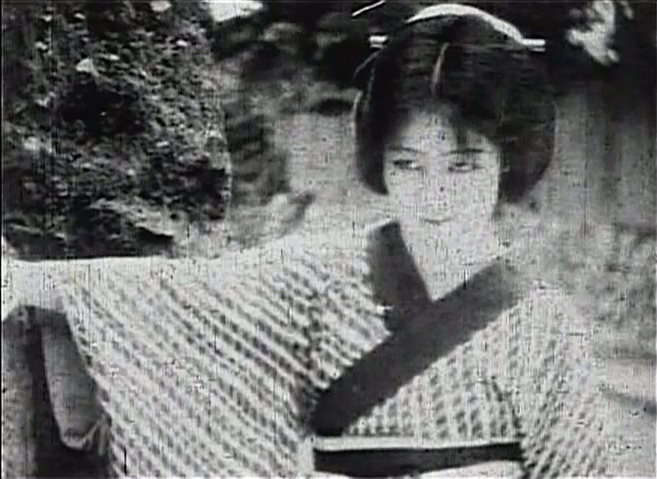
『鞍馬天狗 恐怖時代』（1928年）、公開時満23歳。

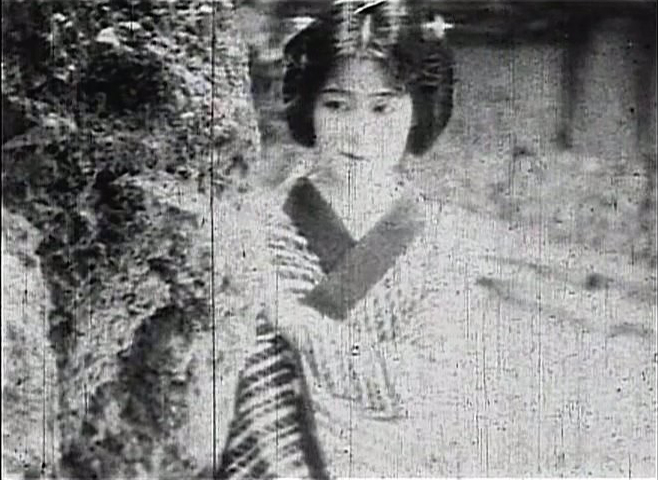
同上。

クレジットはすべて「出演」である。公開日の右側には役名、および東京国立近代美術館フィルムセンター（NFC）、マツダ映画社所蔵等の上映用プリントの現存状況についても記す。同センター等に所蔵されていないものは、とくに1940年代以前の作品についてはほぼ現存しないフィルムである。資料によってタイトルの異なるものは併記した。

### 帝国キネマ演芸
製作・配給は「帝国キネマ演芸」、サイレント映画である。
- 『愛の扉』 : 監督・原作・脚本中川紫郎、主演小田照葉（高岡智照）・五味國男、1923年3月1日公開 - 役名不明（「五味久仁子」名義）

### 松竹下加茂撮影所
すべて製作は「松竹下加茂撮影所」、配給は「松竹キネマ」、すべてサイレント映画である。
- 『心中重井筒』 : 監督賀古残夢、原作近松門左衛門、脚本鈴木篤、撮影江後競（江後岳翠）、主演澤村四郎五郎、1924年5月1日公開
- 『敵討恋の捕物』（『お藤の夫』） : 監督賀古残夢、脚本犬塚稔、撮影江後岳翠、主演澤村四郎五郎・小松みどり、1924年6月10日公開
- 『権八と小紫』 : 監督枝正義郎、原作大森痴雪、脚本犬塚稔、撮影高城泰策、主演實川延松・東愛子、1924年8月21日公開 - 新造野風
- 『恋に狂ふ刃』 : 監督清水宏、脚本南条綾子（清水宏）、撮影浜村義康、1924年12月21日公開 - 真之介の許婚・お牧
- 『桃色の棘』 : 監督・脚本清水宏、撮影酒井健三、1925年5月9日（4月17日[6]）公開 - 歌姫（主演）
- 『燕』 : 監督・脚本大久保忠素、撮影猪飼助太郎、1925年6月20日（6月19日[6]）公開 - 主演

### 松竹蒲田撮影所
すべて製作は「松竹蒲田撮影所」、配給は「松竹キネマ」、すべてサイレント映画である。
- 『義人の刃』 : 監督清水宏、原作・脚本村上徳三郎、撮影佐々木太郎、1925年7月28日公開 - 奥方
- 『村正小町』 : 監督重宗務、原作・脚本落合浪雄、撮影小田浜太郎、1925年10月1日公開
- 『虎徹の斬れ味』 : 監督清水宏、原作・脚本古田弘、撮影佐々木太郎、1925年10月8日公開 - 女房・お関
- 『猿ヶ辻の暗殺』 : 監督大久保忠素、原作大森痴雪、脚本吉田武三、撮影猪飼助太郎、1925年11月20日（11月19日[6]）公開 - 千代葉
- 『国定忠治 利根川の巻』（『国定忠治』[6]） : 監督吉野二郎、原作・脚本古田弘、撮影中村正雄、1925年製作・公開
- 『忠治外伝 赤木颪』（『忠次外伝 赤城颪』[6]） : 監督吉野二郎、原作・脚本古田弘、撮影中村正雄、1925年12月20日公開
- 『正直金さん』（『靴屋の金さん』[6]） : 監督・脚本・主演勝見庸太郎、原作村岡義雄、1925年製作・1926年1月14日公開
- 『修羅八荒 第一篇』 : 監督大久保忠素、原作行友李風、脚本村上徳三郎、撮影浜村義康、1926年2月14日公開 - 鏡月院
- 『孔雀の光 第一・二篇』（『孔雀の光 前篇』[6]） : 監督吉野二郎、応援監督清水宏、原作前田曙山、脚本吉田武三、撮影猪飼助太郎、応援撮影佐々木太郎、1926年3月6日（2月28日[6]）公開
- 『修羅八荒 第二・三篇』 : 監督大久保忠素、原作行友李風、脚本村上徳三郎、撮影浜村義康、1926年4月1日公開 - 鏡月院
- 『孔雀の光 第三・四・五篇』（『孔雀の光 中・後篇』[6]） : 監督吉野二郎、原作前田曙山、脚本吉田武三、撮影猪飼助太郎、1926年4月30日公開 - お松
- 『孔雀の光 第六篇』 : 監督吉野二郎、原作前田曙山、脚本吉田武三、撮影猪飼助太郎、1926年5月14日公開 - お松
- 『修羅八荒 終篇』 : 監督大久保忠素、原作行友李風、脚本村上徳三郎、撮影浜村義康、1926年8月8日公開 - 鏡月院

### 阪東妻三郎プロダクション
すべて製作は「阪東妻三郎プロダクション」、配給は「松竹キネマ」、すべてサイレント映画である。
- 『幕末』 : 監督・原作・脚本宇沢芳幽貴、撮影伊藤武夫、主演阪東妻三郎、1926年6月10日（6月3日[6]）公開 - その妻綾（山鹿綾[7]、相手役）
- 『国定忠次 落ち行く奥州路』[5][6]（『國定忠次 落ち行く奥州路』[7]） : 監督・原作・脚本志波西果、撮影石川東橘、主演阪東妻三郎、1926年7月15日公開 - 後妻のおくら
- 『狂へる人形師』 : 監督・原作・脚本安田憲邦、主演阪東妻三郎、1926年8月22日公開 - 湯かへりの女
- 『蜘蛛』 : 監督悪麗之助、原作・脚本寿々喜多呂九平、主演阪東妻三郎、1926年10月1日（9月30日[6]）公開 - お新、キネマ旬報大正15年度日本映画ベスト・テン第10位入選作品
- 『毒笑』 : 監督安田憲邦、脚本宮田十三一、主演阪東妻三郎、1926年11月11日（11月3日[6]）公開 - 須田お滝

- 『生さぬ仲』 : 監督西本武二、製作東亜キネマ甲陽撮影所、配給東亜キネマ、1926年11月17日公開 - 主演[6]

- 『乱闘の巷』 : 監督・脚本安田憲邦、原作青木緑園、主演阪東妻三郎、撮影石川東橘、1926年12月31日公開 - 役名不明、15分尺で現存（マツダ映画社蔵[14]）
- 『富士に立つ影』（『富士に立つ影 第一篇』[6]） : 監督陸大蔵（悪麗之助）、原作白井喬二、脚本田中純一郎、1926年撮影開始直前製作中止 - 召使お藤[6][15]

### 阪妻・立花・ユ
すべて製作は「阪妻・立花・ユニヴァーサル聯合映画」、配給は「ユニヴァーサル映画」、すべてサイレント映画である。
- 『笑殺』 : 製作ジェイ・マーチャント、監督川浪良太、原作・脚本志波西果、撮影石川東橘、照明アル・ボックマン、1927年2月4日公開 - 老臣の娘雪枝
- 『突風を突いて』（『突風を衝いて』[6]） : 監督・脚本深海陸蔵、原作寺田八洲男、撮影白井茂、1927年2月18日公開
- 『逆生』 : 監督・原作石川聖二、1927年3月18日公開 - 主演
- 『大義』 : 監督安田憲邦・山上紀夫、原作・脚本八木喜一、主演阪東妻三郎、製作阪東妻三郎プロダクション太秦撮影所、配給松竹キネマ、1927年3月19日公開 - 愛妾お栄の方
- 『狂恋お辰』 : 監督笹木敦、脚本神戸清、撮影晟常次郎、共演春路謙作、1927年製作・公開 - 主演
- 『嵐に立つ女 前篇』（『嵐に立つ女』[6]） : 監督・原作・脚本小沢得二、1927年4月1日公開 - お豊
- 『嵐に立つ女 後篇』 : 監督・原作・脚本小沢得二、1927年4月8日公開 - お豊

### 市川右太衛門プロダクション
特筆以外すべて製作は「市川右太衛門プロダクション」（あやめ池撮影所）、配給は「松竹キネマ」、すべてサイレント映画である。
- 『狂血 前篇』 : 監督大伴麟三、原作赤川与一郎、脚本古海卓二、撮影玉井正夫、主演市川右太衛門、1927年9月29日公開
- 『狂血 後篇』 : 監督大伴麟三、原作赤川与一郎、脚本古海卓二、撮影玉井正夫、主演市川右太衛門、1927年10月7日公開
- 『鞍馬天狗』 : 監督山口哲平、原作大佛次郎、脚本木村富士夫、撮影石川東橘、主演嵐寛寿郎、製作嵐寛寿郎プロダクション、配給全日本活動常設館々主連盟映画配給社、1928年7月12日公開 - 暗闇のお兼、72分尺で現存（NFC所蔵[9]） / 75分尺で現存（マツダ映画社蔵[14]）
- 『安政巷談 黄総の十手』（『黄総十手』[6]） : 監督山口哲平、原作岡本晃、脚本木村富士夫、撮影藤井春美、主演嵐寛寿郎、製作嵐寛寿郎プロダクション、配給全日本活動常設館々主連盟映画配給社（河合映画製作社[6]）、1928年11月10日（11月14日[6]）公開 - 緋牡丹のお竜（相手役）
- 『鞍馬天狗 恐怖時代』 : 監督山口哲平、原作大佛次郎、脚本木村富士夫、撮影石川東橘、主演嵐寛寿郎、製作嵐寛寿郎プロダクション、配給全日本活動常設館々主連盟映画配給社、1928年11月30日公開 - 暗闇のお兼、26分尺で現存（マツダ映画社蔵[14]）
- 『江戸情痴譚』 : 監督竹村快一、原作・脚本西条照太郎、主演市川右太衛門、1929年1月27日（1月25日[6]）公開
- 『野良犬』 : 監督・原作・脚本悪麗之助、撮影石川東橘、主演市川右太衛門、1929年3月2日公開
- 『紅蓮浄土』 : 監督・脚本星哲郎、撮影松井鴻、主演市川右太衛門、1929年5月18日公開

### 河合映画製作社
すべて製作・配給は「河合映画製作社」、すべてサイレント映画である。
- 『清川八郎』 : 監督丘虹二、原作・脚本八尋不二、主演葉山純之輔、1930年6月13日公開 - 主演
- 『群盗猟奇陣』 : 監督山口哲平、原作・脚本八尋不二、撮影石川東橘、1930年6月27日公開 - 主演
- 『姐妃のお百』 : 監督丘虹二、脚本振井乱砂、1930年7月4日（7月5日[6]）公開 - 主演
- 『白夜物語』（『白夜物語り』[6]） : 監督山口哲平、原作・脚本千葉泰樹、撮影石川東橘、1930年7月11日公開 - お国（相手役）
- 『蒼白き人々』 : 監督山口哲平、原作舘京太郎、脚本千葉泰樹、撮影石川東橘、1930年8月15日公開 - 主演
- 『逆巻く恋』 : 監督丘虹二、原作・脚本舘京太郎、1930年8月25日公開 - 主演
- 『素浪人商売往来』 : 監督千葉泰樹、原作・脚本二見明、撮影石川東橘、1930年9月19日公開 - お蔦
- 『村の異端者』 : 監督村越章二郎、原作・脚本竜胆寺光、1930年10月1日公開 - 主演
- 『関東大殺篇 国定忠治』（『国定忠治 関東大殺篇』[6]） : 監督千葉泰樹、原作・脚本八尋不二、撮影石川東橘、1930年10月1日公開
- 『美女六花撰』 : 監督丘虹二、1930年10月17日（10月15日[6]）公開 - 主演
- 『浅草六区の伊達男』 : 監督・原作・脚本丘虹二、1930年10月31日公開
- 『国定忠治 大侠碧血篇 第二篇』（『国定忠次 大侠碧血篇』[6]） : 監督村越章二郎、1930年10月31日公開
- 『彰義隊鮮血悲史』 : 監督村越章二郎、原作・脚本八尋不二、撮影石川東橘、1930年11月14日公開
- 『遊侠白浪囃』（『遊侠白浪噺』[6]） : 監督千葉泰樹、脚本舘京太郎、撮影石川東橘、1930年11月21日公開
- 『女盗色懺悔』 : 監督吉村操、原作・脚本八尋不二、1930年11月28日公開
- 『仇討呪文』 : 監督・原作・脚本石山稔、主演五味國男、1930年12月12日公開
- 『ごろん棒気質』 : 監督石山稔、原作・脚本八尋不二、1930年12月19日公開
- 『影武士異変 第二篇』 : 監督村越章二郎、1931年1月5日公開
- 『由比正雪』 : 監督丘虹二、原作・脚本八尋不二、1931年1月10日公開 - おけい、58分尺で現存（NFC所蔵[9]）
- 『影武士異変 第三篇』 : 監督村越章二郎、1931年1月10日公開
- 『影武者異変 第四篇』（『影武者異変 完結篇』[6]） : 監督村越章二郎、1930年製作・1931年1月15日公開
- 『召集令』 : 監督・原作・脚本石山稔、1931年1月22日公開
- 『薩南美少年録』 : 監督村越章二郎、1931年2月13日公開 - 主演
- 『人生膝栗毛』 : 監督千葉泰樹、原作悪太郎、撮影石川東橘、1931年2月20日公開 - 主演
- 『森の石松 前篇』 : 監督石山稔、1931年2月27日公開 - 主演
- 『江戸ッ子剣法』（誤記『江っ子剣法』[6]） : 監督丘虹二、1931年3月20日公開 - 主演
- 『清水の小政』 : 監督村越章二郎、1931年4月24日公開
- 『江戸の夜叉王』 : 監督・脚本石山稔、1931年4月30日公開 - 主演
- 『碓氷山塞秘話 松山お奈美』 : 監督千葉泰樹、脚本二見明、1931年5月13日公開 - 主演
- 『神よ裁け』 : 監督・脚本吉村操、撮影石川東橘、1931年6月5日公開
- 『松山お奈美後日譚』 : 監督千葉泰樹、脚本二見明、撮影石川東橘、1931年6月5日公開 - 主演
- 『殺したのは誰だ』 : 監督田中重雄、原作・脚本西鉄平、1931年6月26日公開 - 主演
- 『竜巻』 : 監督・脚本森田京三郎、1931年7月1日公開
- 『外面菩薩』 : 監督石山稔、原作・脚本星光男、1931年7月23日公開 - 主演
- 『明治の街盗』 : 監督・原作・脚本丘虹二、1931年7月31日公開
- 『春秋長脇差』 : 監督千葉泰樹、脚本二見明、1931年8月14日公開 - 主演
- 『鍔鳴り甲州路』 : 監督千葉泰樹、原作・脚本小鍛治泰助、1931年9月11日公開 - 主演
- 『かごかき剣法』（『駕籠かき剣法』[6]） : 監督千葉泰樹、脚本小鍛治泰助、1931年10月15日公開 - お吟（相手役）
- 『恨神お作』（『恨神おさく』[6]） : 監督石山稔、脚本小鍛治泰助、1931年10月23日公開 - 主演
- 『釣鐘十軒長屋』 : 監督根岸東一郎、脚本小鍛治泰助、1931年11月20日公開
- 『鼠小僧治郎吉 前篇』（『鼠小僧次郎吉 前篇』[6]） : 監督・原作・脚本根岸東一郎、1931年12月31日公開 - 主演
- 『鼠小僧治郎吉 後篇』（『鼠小僧次郎吉 後篇』[6]） : 監督・原作・脚本根岸東一郎、1932年1月5日公開 - 主演
- 『赤穂浪士』（『赤穂浪士 第一話 不破数右衛門』[6]） : 監督吉村操、1932年1月22日公開
- 『還れば大和魂』（『還らば大和魂』[6]） : 監督根岸東一郎、1932年2月19日公開 - 主演
- 『女弥次喜多』 : 監督根岸東一郎、1932年2月26日公開 - おへそ（主演）
- 『任侠の巷 前篇』（『任侠の港 前篇』[6]） : 監督根岸東一郎、1932年3月11日公開 - 主演
- 『任侠の巷 後篇』（『任侠の港 後篇』[6]） : 監督根岸東一郎、1932年3月18日公開 - 主演
- 『憶ひ起せ乃木将軍』（『想い起せ乃木将軍』[6]） : 監督吉村操、原作・脚本岡田敬、主演五味國男、1932年3月18日公開 - 主演
- 『与太者気質』 : 監督田中重雄、1932年4月8日公開
- 『大和魂 空閑少佐』 : 監督服部真砂雄・根岸東一郎・吉村操・長尾史録・石山稔・西尾佳雄、1932年4月8日公開 - 主演
- 『侠桜吹雪』 : 監督石山稔、1932年5月13日公開 - 主演
- 『起てよ甚五左ッ』（『起てよ甚五左』[6]） : 監督根岸東一郎、1932年5月20日公開
- 『佃の繁蔵』 : 監督石山稔、原作・脚本星光男、1932年6月10日公開 - 主演
- 『新釈加賀騒動』 : 監督石山稔、原作・脚本瀬川與志、1932年7月1日公開 - 主演

### 宝塚キネマ興行
すべて製作・配給は「宝塚キネマ興行」、すべてサイレント映画である。
- 『紅騎一番隊』 : 監督後藤岱山、原作・脚本民門敏雄、1933年1月15日（2月1日[6]）公開 - 娘義太夫露竹